# West Beckham
West Beckham är en ort och civil parish i Storbritannien.   Den ligger i grevskapet Norfolk och riksdelen England, i den sydöstra delen av landet, 180 km nordost om huvudstaden London. West Beckham ligger 83 meter över havet och antalet invånare är 222.
Terrängen runt West Beckham är platt. Havet är nära West Beckham åt nordost. Runt West Beckham är det ganska tätbefolkat, med 104 invånare per kvadratkilometer. Närmaste större samhälle är Sheringham, 3,7 km nordost om West Beckham. Trakten runt West Beckham består till största delen av jordbruksmark.